# Artur Talvik

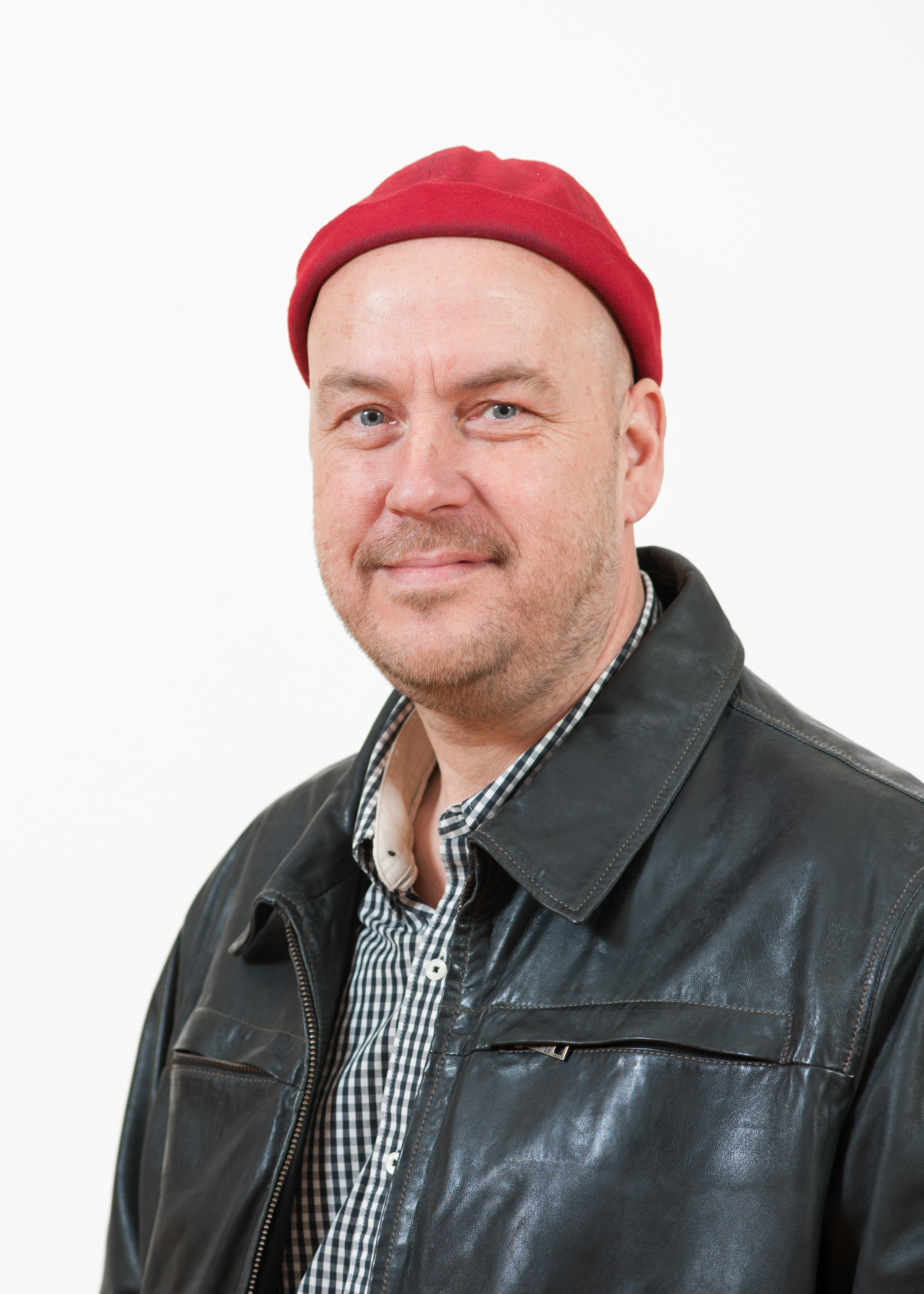
Artur Talvik (2015)

Artur Talvik (* 13. Juni 1964 in Tallinn) ist ein estnischer Politiker, Filmproduzent und Drehbuchschreiber.

## Leben
Artur Talvik wurde als Sohn des Fernsehjournalisten Mati Talvik (* 1942) und dessen Ehefrau, der Fernsehansagerin Alice Talvik (* 1940), geboren.

### Künstlerische Karriere
Nach seiner Schulzeit in Tallinn und dem Wehrdienst in der sowjetischen Armee schloss Artur Talvik 1988 sein Studium im Fach Dramaturgie an der Bühnenschule der Estnischen Musik- und Theaterakademie (damals Tallinner Staatliches Konservatorium) ab. Bis 1992 war er als Schauspieler im staatlichen Puppentheater von Tallinn beschäftigt. Anschließend war er kurzzeitig als Reporter für den privaten Hörfunksender Kuku Raadio tätig.
Ab Anfang der 1990er Jahre machte sich Talvik dann als Produzent für Spiel- und Dokumentarfilme sowie als Drehbuchschreiber in Estland einen Namen. Zu seinen Produktionen gehören unter anderem die deutsch-estnische Gemeinschaftsproduktion Schnauze voll (2005) und der estnische Spielfilm Detsembrikuumus (2008) über den gescheiterten kommunistischen Putsch von 1924.

### Politische Tätigkeit
Bei der Wahl 2011 kandidierte Talvik erstmals als parteiloser Kandidat auf der Liste der estnischen Grünen für das Parlament (Riigikogu). Dabei konnte er allerdings kein Mandat erringen.
Vier Jahre später, bei der Parlamentswahl 2015, kandidierte er als wiederum parteiloser Spitzenkandidat für die neugegründete Estnische Freie Partei (Eesti Vabaerakond). Er errang eines der acht Parlamentsmandate der Partei und trat dieser im März 2017 offiziell bei. Im April desselben Jahres löste er den langjährigen Politiker Andres Herkel als Parteivorsitzenden ab. Nach Unstimmigkeiten über die weitere Entwicklung der Partei verzichtete er 2018 auf den Vorsitz und trat aus. Am 22. August 2018 trat er auch aus der Fraktion aus und gehörte dem Riigikogu noch bis zur nächsten Wahl als fraktionsloser Abgeordneter an.

### Privates
Artur Talvik ist mit der Medizinerin Anneli Kalle-Talvik verheiratet. Er hat zwei Töchter, zwei Söhne und zwei Stiefkinder.